# 1950 في الكويت
فيما يلي قوائم الأحداث التي وقعت خلال عام 1950 في الكويت.

## سياسة

### تعيين في المنصب
- 29 يناير – عبد الله السالم الصباح أمير دولة الكويت.

### انتهاء فترة المنصب
- 29 يناير – أحمد الجابر الصباح أمير دولة الكويت.

## مواليد
- نورة مغنية كويتية.
- 2 سبتمبر – سعاد عبد الله ممثلة كويتية.
- 6 أكتوبر - فيصل القناعي صحفي كويتي.

- سعد زنيفر العازمي - نائب سابق في مجلس الأمة الكويتي، كما كان عضوًا في جمعية أم الهيمان التعاونية.[1] تُوفي  في أحد مستشفيات لندن بعد صراع مع المرض عن عمر ناهز 73 عامًا.[2]
- عائشة اليحيى - إعلامية كويتية. عملت في إذاعة الكويت، وهي خريجة جامعة الكويت قسم اللغة العربية. درست في مدرسة «المرقاب المتوسطة»
- 14 يونيو- عبد العزيز الحداد - ممثل ومؤلف ومخرج كويتي.[3] توفي في 2 يناير 2025.[4]
- فاروق إبراهيم
- فلاح مندكار
- مبارك الحشاش
- محمد إلويس
- محمد الرشود
- ناصر الروضان

## وفيات
- 29 يناير – أحمد الجابر الصباح (مواليد 1885) أمير الكويت.